# Amics amb diners
 Amics amb diners (original: Friends with Money) és una comèdia dramàtica estrenada el 2006, dirigida per Nicole Holofcener. Ha estat doblada al català.

## Argument
Olivia (Jennifer Aniston) és una noia soltera, que treballa com a dona de fer feines a Los Angeles. Està envoltada d'una colla d'amigues adinerades: Franny (Joan Cusack)- rica hereva; Christine (Catherine Keener) - una guionista reeixida de televisió; Jane (Frances McDormand) - una dissenyadora de moda; i els seus marits respectius. Tot i que la disparitat de les situacions financeres entre Olivia i els seus amics crea una mica de fricció, cada dona s'està encarant amb les seves pròpies lluites individuals.
Olivia sembla que no trobi amor o diners i recorre a tàctiques qüestionables per satisfer els dos problemes. L'herència de Franny a vegades provoca tensió entre ella i el seu marit. El matrimoni de Christine s'està desfent perquè ella i el seu marit tenen problemes de comunicació. Finalment, Jane s'està tornant cada vegada més desagradable, possiblement a causa de la perimenopausa i l'ambigüitat sexual del seu marit. Juntes, aquestes dones van a taules benèfiques de caritat, dinen, i passen la vida a la seva manera.

## Comentari
Com a The Good Girl, Jennifer Aniston té un paper que no és dels seus habituals, tenint en compte els deu anys interpretant Rachel Green a Friends.

## Repartiment
- Jennifer Aniston: Olivia
- Catherine Keener: Christine
- Frances McDormand: Jane
- Joan Cusack: Franny
- Jason Isaacs: David
- Greg Germann: Matt
- Simon McBurney: Aaron
- Bob Stephenson: Marty